# Malkoçlar, Kofçaz
Malkoçlar là một xã thuộc huyện Kofçaz, tỉnh Kırklareli, Thổ Nhĩ Kỳ. Dân số thời điểm năm 2011 là 107 người.